# Lutwin (Autor)
Liutwin oder Lutwin (Lebensdaten unbekannt) ist der Verfasser der Adam-Dichtung „Adam und Eva“ (oder auch „Eva und Adam“ genannt), die im 14. Jahrhundert entstand. Bekannt ist er nur durch seine Selbstnennung in der Adam-Dichtung. Als Hauptquelle für seine Dichtung wird die Apokryphe „Vita Adae et Evae“ angenommen. Lutwin verfolgte einen besonders säkularisierenden Ansatz und ließ Eva in der Dichtung eine dominierende Stellung im Handlungsverlauf zukommen.

## Dichtung „Adam und Eva“
Die Dichtung lässt sich in fünf Abschnitte unterteilen: Prolog, biblischer Sündenfall, Leben von Adam und Eva in der Welt nach der Vertreibung aus dem Paradies, die Geschichte der Kreuzholzlegende sowie einem kurzen Epilog.
Lutwins Gedicht zeichnet sich durch Erzählerkommentare aus, die immer wieder auf höfische Topoi zurückkehren. Es entsteht eine Spannung zwischen bekannten Minneformeln und Erzählwirklichkeit, die durch ironische Elemente gesteigert wird.
In der Dichtung sind Motive des „Wigalois“ des Wirnt von Grafenberg sowie von „Unser vrouven hinvart“ des Konrad von Heimesfurt wiederzufinden.

### Selbstnennung des Dichters
„Der dis buch hat gedihtet,

Mit rymen wol berihtet.

Er ist Lutwin genant.

Sin nammen ist lutzel jeman erkant,

Das machet sin grosz unheil

Und sin krancker synne ein teil,/

Das er nit bas erkant ist.“ (V. 57-63)

### Textgeschichte
Die Dichtung ist in nur einer Handschrift überliefert, beinhaltet 3939 Reimpaarverse und 29 Illustrationen. Bei den Illustrationen handelt es sich um eine Rarität. In ihnen wird Adams Leben zyklisch dargestellt.